# Константинова династия
Константинова династия е неофициално наименование на слабо свързани управляващи фамилии на Римската империя от смъртта на Констанций Хлор през 306 до смъртта на Юлиан през 363. Наречена е така по името на най-известния ѝ член, Константин I.

## Родословия
В курсив са носещите титлите Augusti и Augustae.

### Потомци на Констанций Хлор
- Констанций Хлор
- От връзката на Констанций Хлор и Елена
  - Константин I
    1. От брака на Константин I и Минервина
      - Крисп

    2. От брака на Константин I и Фауста
      - Константина, съпруга на Ханибалиан и Констанций Гал
      - Константин II
      - Констанций II
        1. Няма потомци от брака на Констанций II и първата му съпруга, дъщеря на Юлий Констанций
        2. Няма потомци от брака на Констанций II и Евсевия
        3. От брака на Констанций II и Фаустина
          - Флавия Максима Фаустина Констанция, съпруга на Грациан

      - Констанс I
      - Елена, съпруга на Юлиан
- От брака на Констанций Хлор и Теодора
  - Флавий Далмаций
    1. От брака на Флавий Далмаций и неизвестна съпруга
      - Флавий Далмаций
      - Ханибалиан, съпруг на Константина

  - Юлий Констанций
    1. От брака на Юлий Констанций и Гала
      - син, загинал в чистките от 337[1]
      - дъщеря, първа съпруга на Констанций II
      - Констанций Гал
        1. Няма потомци от брака на Гал и Константина

    2. От брака на Юлий Констанций и Базилина
      - Юлиан
        1. Няма потомци от брака на Юлиан и Елена, дъщеря на Константин I

  - Ханибалиан (трябва да е починал преди имперските чистки, станали през 337, защото той не е в списъка на жертвите им);
  - Анастасия;
  - Флавия Юлия Констанция, съпруга на Лициний
  - Евтропия
    1. От брака на Евтропия и Вирий Непоциан
      - Непоциан

### Тетрарсите
- Диоклециан
- От брака на Диоклециан и Приска
  - Галерия Валерия, втора съпруга на Галерий
- Максимиан
- От брака на Максимиан и Евтропия
  - Теодора, съпруга на Констанций Хлор (вероятно дъщеря на Евтропия от предишен брак)
  - Фауста, съпруга на Константин I
  - Максенций
    1. От брака на Максенций и Валерия Максимила
      - Валерий Ромул
      - син
- Галерий
- От брака на Галерий и неизвестна първа съпруга
  - Валерия Максимила, съпруга на Максенций
- От брака на Галерий и Валерия Галерия
  - Кандидиан

- Диоклециан: тъст и осиновител на Галерий
- Максимиан: баща на Максенций, осиновител и доведен баща на съпругата на Констанций Хлор, тъст на Константин, тъст на шурея на Лициний
- Галерий: зет и осиновен син на Диоклециан, чичо на Максимин Дая, тъст на Максенций
- Констанций Хлор: баща (и зет на тъста) на Константин, тъст на Лициний, осиновен син и зет на Максимиан, осиновен брат и зет на бащата на Максенций
- Максимин Дая: племенник на Галерий
- Константин: син (и зет на тъста) на Констанций Хлор, зет на Максимиан, зет на Максенций, шурей на Лициний
- Максенций: син на Максимиан, зет на Галерий, осиновен брат и зет на сина на Констанций Хлор, зет на Константин
- Лициний: зет на Констанций Хлор, зет на Константин, полуплеменник на Максенций, зет на сина на Максимиан